# انبعاثات مضمنة

جرافيك للانبعاثات الكربونية العالمية

من بين طرق تحديد أسباب انبعاثات غازات الدفيئة (GHG) قياس الانبعاثات المضمنة للسلع التي يتم استهلاكها (والتي يشار إليها كذلك باسم "الانبعاثات المشمولة"). ويختلف ذلك عن المسألة المتعلقة بإلى أي مدى تؤثر السياسات التي تتخذها دولة ما لتقليل الانبعاثات على الانبعاثات الصادرة في دول أخرى ("تأثير الانسكاب" وتسرب الكربون" لسياسة تقليل الانبعاثات). تقيس اتفاقية الأمم المتحدة الإطارية بشأن تغير المناخ (UNFCCC) الانبعاثات حسب الإنتاج، وليس الاستهلاك (برلمان المملكة المتحدة، 2010). وبالتالي، فإن الانبعاثات المضمنة على السلع المستورة تعزى إلى دولة التصدير، وليس دولة الاستيراد. وتعد مسألة ما إذا كان قياس الانبعاثات على الإنتاج بدلاً من الاستهلاك مسألة مبدأ في جزء منها، أي من يكون مسئولاً عن الانبعاثات (توث وآخرون، 2001، p 670).
وقد وافقت الدول السبع والثلاثون الموقعة على اتفاقية كيوتو، والمسرودة في الفهرس «ب» في الاتفاقية، على التزامات ملزمة قانونًا بتقليل الانبعاثات. وبموجب نظرة اتفاقية الأمم المتحدة الإطارية بشأن تغير المناخ لأسباب الانبعاثات، لا تشتمل التزامات تقليل الانبعاثات المفروضة على تلك الدول الانبعاثات الناجمة عن الواردات إلى تلك الدول. في ملاحظة موجزة، طرح وانج وواتسون (2007)السؤال التالي: «من السبب وراء انبعاثات الصين من الكربون؟» وفي الدراسة التي قاما بإجرائها، اقترحا أن تقريبًا ربع انبعاثات ثاني أكسيد الكربون (CO2) التي تنبعث من الصين ربما تكون بسبب إنتاجها لسلع بغرض التصدير إلى الولايات المتحدة الأمريكية بشكل رئيسي، وكذلك إلى أوروبا. وبناءً على ذلك، فقد اقترحا أن المفاوضات الدولية المعتمدة على الانبعاثات التي تصدر من كل دولة (أي الانبعاثات التي يتم قياسها حسب الإنتاج) ربما لا تكون «[تصيب] الهدف».
وقد أكدت الأبحاث الحديثة أنه، في عام 2004، كانت 23% من الانبعاثات العالمية مضمنة في البضائع التي يتم تداولها على الصعيد العالمي، وأغلبها تأتي من الصين ومن غيرها من الدول النامية إلى الولايات المتحدة وأوروبا واليابان. وقد كشف بحث أجرته أمانة الكربون في عام 2011 أن حوالي 25% من كل انبعاثات ثاني أكسيد الكربون من الأنشطة البشرية «تنتقل وتتدفق» من دولة إلى أخرى (أي يتم تصديرها واستيرادها). وقد تم اكتشاف أن تدفق الكربون يمثل حوالي 50% من الانبعاثات المرتبطة بتداول السلع مثل الصلب والإسمنت والمواد الكيميائية و50% ترتبط بالمنتجات شبه النهائية / النهائية مثل المركبات المعتمدة على المحركات أو الملابس أو المعدات والآلات الصناعية.